# Llista de monuments de Tona
Llista de monuments de Tona inclosos en l'Inventari del Patrimoni Arquitectònic Català pel municipi de Tona (Osona). Inclou els inscrits en el Registre de Béns Culturals d'Interès Nacional (BCIN) amb la classificació de monuments històrics, els Béns Culturals d'Interès Local (BCIL) de caràcter immoble i la resta de béns arquitectònics integrants del patrimoni cultural català.
| Monument                                               | Protecció    | Estil/època                                                             | Localització                                                      | Coordenades                                          | Codi?         | Imatge |
| ------------------------------------------------------ | ------------ | ----------------------------------------------------------------------- | ----------------------------------------------------------------- | ---------------------------------------------------- | ------------- | --- |
| Castell i església de Sant Andreu                      | BCIN 218-MH  | Preromànic, romànic IX-X, XI                                            | Tona                                                              | 41° 51′ 14″ N, 2° 13′ 28″ E / 41.853994°N,2.224345°E | RI-51-0001163 | Castell i Església de Sant Andreu (Tona) · Vegeu més fotos d'aquest monument · Carregueu una nova foto d'aquest monument           |
| Castell de Güells                                      | BCIN 1628-MH | Obra popular XVIII                                                      | Tona                                                              | 41° 50′ 35″ N, 2° 11′ 57″ E / 41.843185°N,2.199033°E | RI-51-0005741 | Castell de Güells (Tona) · Vegeu més fotos d'aquest monument · Carregueu una nova foto d'aquest monument                           |
| Casal de Mont-rodon                                    | BCIN 1629-MH | XII, XV, XX Final                                                       | Tona                                                              | 41° 51′ 54″ N, 2° 16′ 00″ E / 41.864875°N,2.266631°E | RI-51-0005742 | Casal de Mont-rodon (Tona) · Vegeu més fotos d'aquest monument · Carregueu una nova foto d'aquest monument                         |
| Domus de Vilamajor                                     | BCIN 1630-MH | Obra popular Medieval                                                   | Tona                                                              | 41° 51′ 40″ N, 2° 12′ 09″ E / 41.861209°N,2.202530°E | RI-51-0002860 | Domus de Vilamajor (Tona) · Vegeu més fotos d'aquest monument · Carregueu una nova foto d'aquest monument                          |
| Escut de la Confraria de Sant Joan                     | BCIN 3983-MH | Barroc XVII                                                             | Tona C. Barcelona, 23                                             | 41° 50′ 58″ N, 2° 13′ 41″ E / 41.849495°N,2.228117°E | IPA-24370     | Escut de la Confraria de Sant Joan (Tona) · Vegeu més fotos d'aquest monument · Carregueu una nova foto d'aquest monument          |
| Ajuntament de Tona                                     |              | Obra popular XX Mitjan                                                  | Tona Pl. de l'Ajuntament                                          | 41° 51′ 00″ N, 2° 13′ 45″ E / 41.850005°N,2.229119°E | IPA-24364     | Ajuntament de Tona · Vegeu més fotos d'aquest monument · Carregueu una nova foto d'aquest monument                                 |
| Capella de la Mare de Déu de la Salut                  | BCIL 2011    | Obra popular XIX                                                        | Tona Av. del Balneari                                             | 41° 51′ 34″ N, 2° 13′ 47″ E / 41.859429°N,2.229594°E | IPA-24366     | Capella de la Mare de Déu de la Salut (Tona) · Vegeu més fotos d'aquest monument · Carregueu una nova foto d'aquest monument       |
| Casa al carrer Barcelona, 1                            |              | Obra popular XIX Final                                                  | Tona C. Barcelona, 1                                              | 41° 51′ 01″ N, 2° 13′ 42″ E / 41.850214°N,2.228240°E | IPA-24367     | Casa al carrer Barcelona, 1 (Tona) · Vegeu més fotos d'aquest monument · Carregueu una nova foto d'aquest monument                 |
| Façana del segle XVI                                   |              | Obra popular XVI                                                        | Tona C. Barcelona, 7                                              | 41° 51′ 00″ N, 2° 13′ 42″ E / 41.850009°N,2.228222°E | IPA-24368     | Façana del segle XVI (Tona) · Vegeu més fotos d'aquest monument · Carregueu una nova foto d'aquest monument                        |
| Casa al carrer Barcelona, 15                           | BCIL 2011    | Obra popular XIX Inici                                                  | Tona C. Barcelona, 15                                             | 41° 50′ 59″ N, 2° 13′ 41″ E / 41.849710°N,2.228179°E | IPA-24369     | Casa al carrer Barcelona, 15 (Tona) · Vegeu més fotos d'aquest monument · Carregueu una nova foto d'aquest monument                |
| Can Moles                                              | BCIL 2011    | Modernisme, noucentisme XX                                              | Tona C. Barcelona, 25                                             | 41° 50′ 58″ N, 2° 13′ 41″ E / 41.849330°N,2.228104°E | IPA-24371     | Can Moles (Tona) · Vegeu més fotos d'aquest monument · Carregueu una nova foto d'aquest monument                                   |
| Can Mas, Can Topo                                      | BCIL 2011    | Barroc XVIII Mitjan                                                     | Tona C. Barcelona, 33                                             | 41° 50′ 57″ N, 2° 13′ 41″ E / 41.849056°N,2.228052°E | IPA-24372     | Can Mas (Tona) · Vegeu més fotos d'aquest monument · Carregueu una nova foto d'aquest monument                                     |
| Can Pubill                                             |              | Obra popular XVIII                                                      | Tona C. Barcelona, 43 (enderrocat)                                | 41° 50′ 54″ N, 2° 13′ 41″ E / 41.848445°N,2.228121°E | IPA-24374     | Can Pubill (Tona) · Vegeu més fotos d'aquest monument · Carregueu una nova foto d'aquest monument                                  |
| Balneari Ullastres, Balneari de Tona                   | BCIL 2011    | Noucentisme XIX-XX                                                      | Tona C. Dr. Antoni Bayés - c. Pintor Fortuny                      | 41° 51′ 37″ N, 2° 13′ 55″ E / 41.860251°N,2.231866°E | IPA-24376     | Balneari Ullastres (Tona) · Vegeu més fotos d'aquest monument · Carregueu una nova foto d'aquest monument                          |
| Xemeneia de la Fàbrica Codina                          | BCIL 2011    | Obra popular XIX Final                                                  | Tona C. de Barcelona - pl. de l'Església                          | 41° 50′ 58″ N, 2° 13′ 39″ E / 41.849317°N,2.227522°E | IPA-24377     | Xemeneia de la Fàbrica Codina (Tona) · Vegeu més fotos d'aquest monument · Carregueu una nova foto d'aquest monument               |
| Església parroquial de Sant Andreu                     | BCIL 2011    | Neoclassicisme-romàntic, noucentisme, eclecticisme XIX Inici, XX Mitjan | Tona Pl. de l'Església                                            | 41° 51′ 00″ N, 2° 13′ 38″ E / 41.849942°N,2.227093°E | IPA-24378     | Església parroquial de Sant Andreu (Tona) · Vegeu més fotos d'aquest monument · Carregueu una nova foto d'aquest monument          |
| Casa de Pere Molera                                    |              | Obra popular XVII                                                       | Tona Pl. de l'Hostal, 7 (llinda)                                  | 41° 50′ 51″ N, 2° 13′ 42″ E / 41.847365°N,2.228364°E | IPA-24381     | Casa de Pere Molera (Tona) · Vegeu més fotos d'aquest monument · Carregueu una nova foto d'aquest monument                         |
| Torre Rosales                                          | BCIL 2011    | Modernisme, noucentisme XX                                              | Tona C. Joan Llussà, 43                                           | 41° 51′ 31″ N, 2° 13′ 45″ E / 41.858482°N,2.229239°E | IPA-24382     | Torre Rosales (Tona) · Vegeu més fotos d'aquest monument · Carregueu una nova foto d'aquest monument                               |
| Torre Salvans                                          | BCIL 2011    | Modernisme, noucentisme XX                                              | Tona C. Joan Llussà, 45                                           | 41° 51′ 31″ N, 2° 13′ 46″ E / 41.858719°N,2.229333°E | IPA-24383     | Torre Salvans (Tona) · Vegeu més fotos d'aquest monument · Carregueu una nova foto d'aquest monument                               |
| Torre Ferrer Baulena                                   | BCIL 2011    | Modernisme, noucentisme XX                                              | Tona C. Joan Llussà, 47 - av. Balneari                            | 41° 51′ 33″ N, 2° 13′ 46″ E / 41.859073°N,2.229498°E | IPA-24384     | Torre Ferrer Baulena (Tona) · Vegeu més fotos d'aquest monument · Carregueu una nova foto d'aquest monument                        |
| Cal Jepa, Ca la Jepa                                   | BCIL 2011    | Obra popular XVIII                                                      | Tona C. Major, 42                                                 | 41° 51′ 07″ N, 2° 13′ 42″ E / 41.851970°N,2.228405°E | IPA-24387     | Cal Jepa (Tona) · Vegeu més fotos d'aquest monument · Carregueu una nova foto d'aquest monument                                    |
| Façana de casa del 1910 al carrer Major, 60            |              | Eclecticisme XX Inici                                                   | Tona C. Major, 60                                                 | 41° 51′ 09″ N, 2° 13′ 43″ E / 41.852601°N,2.228536°E | IPA-24388     | Façana de casa del 1910 al carrer Major, 60 (Tona) · Vegeu més fotos d'aquest monument · Carregueu una nova foto d'aquest monument |
| Façana al carrer Major, 64                             |              | Noucentisme XX Mitjan                                                   | Tona C. Major, 64 (enderrocada)                                   | 41° 51′ 10″ N, 2° 13′ 43″ E / 41.852859°N,2.228544°E | IPA-24389     | Façana al carrer Major, 64 (Tona) · Vegeu més fotos d'aquest monument · Carregueu una nova foto d'aquest monument                  |
| Cinema i Cafè Orient                                   |              | Darreres tendències XX                                                  | Tona Pl. Major, 4                                                 | 41° 51′ 01″ N, 2° 13′ 44″ E / 41.850358°N,2.228831°E | IPA-24390     | Cinema i Cafè Orient (Tona) · Vegeu més fotos d'aquest monument · Carregueu una nova foto d'aquest monument                        |
| Habitatge amb façana de l'any 1930                     |              | Obra popular XX                                                         | Tona C. Maduixes, 21                                              | 41° 51′ 06″ N, 2° 13′ 45″ E / 41.851760°N,2.229038°E | IPA-24392     | Habitatge amb façana de l'any 1930 (Tona) · Vegeu més fotos d'aquest monument · Carregueu una nova foto d'aquest monument          |
| Conjunt del Barri                                      |              | XI, XVII-XVIII                                                          | Tona                                                              | 41° 51′ 09″ N, 2° 13′ 18″ E / 41.85253°N,2.22173°E   | IPA-24393     | Conjunt del Barri (Tona) · Vegeu més fotos d'aquest monument · Carregueu una nova foto d'aquest monument                           |
| Santuari de Lourdes, Santa Maria del Barri o Lurda     | BCIL 2011    | Romànic, gòtic XII-XVI                                                  | Tona                                                              | 41° 51′ 10″ N, 2° 13′ 20″ E / 41.852651°N,2.222112°E | IPA-24394     | Santuari de Lourdes (Tona) · Vegeu més fotos d'aquest monument · Carregueu una nova foto d'aquest monument                         |
| Mas el Barri                                           | BCIL 2011    | Obra popular                                                            | Tona Av. Riambau, 25                                              | 41° 51′ 10″ N, 2° 13′ 17″ E / 41.852680°N,2.221485°E | IPA-24395     | Mas el Barri (Tona) · Vegeu més fotos d'aquest monument · Carregueu una nova foto d'aquest monument                                |
| L'Aranyó                                               | BCIL 2011    | Obra popular XIV                                                        | Tona Ctra. N-152, km 61 a 50 m                                    | 41° 52′ 16″ N, 2° 14′ 08″ E / 41.871021°N,2.235645°E | IPA-24397     | Carregueu una nova foto d'aquest monument                                                                                          |
| Mas o Hostal de la Bastreta, la Riba d'Avall o Jussana |              | Obra popular XVIII                                                      | Tona                                                              | 41° 50′ 57″ N, 2° 12′ 03″ E / 41.849139°N,2.200908°E | IPA-24398     | Carregueu una nova foto d'aquest monument                                                                                          |
| La Canal                                               | BCIL 2011    | Obra popular XVIII                                                      | Tona Parc de la Canal (enderrocat)                                | 41° 51′ 07″ N, 2° 13′ 51″ E / 41.85186°N,2.23093°E   | IPA-24400     | La Canal (Tona) · Vegeu més fotos d'aquest monument · Carregueu una nova foto d'aquest monument                                    |
| Biblioteca Caterina Figueras, antiga escola            | BCIL 2011    | Noucentisme XX Mitjan                                                   | Tona C. Antoni Figueras, 62                                       | 41° 51′ 01″ N, 2° 13′ 48″ E / 41.85038°N,2.23005°E   | IPA-24401     | Biblioteca Caterina Figueras (Tona) · Vegeu més fotos d'aquest monument · Carregueu una nova foto d'aquest monument                |
| La Coma                                                | BCIL 2011    | Obra popular XVI, XX                                                    | Tona                                                              | 41° 51′ 56″ N, 2° 14′ 01″ E / 41.865453°N,2.233572°E | IPA-24402     | La Coma (Tona) · Vegeu més fotos d'aquest monument · Carregueu una nova foto d'aquest monument                                     |
| Corominons de la Barroca                               | BCIL 2011    | Gòtic, barroc XVII                                                      | Tona Prop del Planelló                                            | 41° 51′ 18″ N, 2° 12′ 12″ E / 41.855062°N,2.203322°E | IPA-24403     | Carregueu una nova foto d'aquest monument                                                                                          |
| Corominons de la Creu                                  | BCIL 2011    | Obra popular XVI                                                        | Tona                                                              | 41° 51′ 50″ N, 2° 13′ 53″ E / 41.863997°N,2.231430°E | IPA-24404     | Corominons de la Creu (Tona) · Vegeu més fotos d'aquest monument · Carregueu una nova foto d'aquest monument                       |
| Can Cucut                                              |              | Obra popular XIX                                                        | Tona                                                              | 41° 52′ 02″ N, 2° 14′ 16″ E / 41.867139°N,2.237905°E | IPA-24405     | Carregueu una nova foto d'aquest monument                                                                                          |
| La Ferreria                                            | BCIL 2011    | Obra popular XVI                                                        | Tona Av. del Balneari                                             | 41° 51′ 34″ N, 2° 13′ 48″ E / 41.859417°N,2.230043°E | IPA-24406     | La Ferreria (Tona) · Vegeu més fotos d'aquest monument · Carregueu una nova foto d'aquest monument                                 |
| Can Font, Font del Camí                                | BCIL 2011    | Obra popular, gòtic tardà XVI                                           | Tona                                                              | 41° 51′ 37″ N, 2° 13′ 49″ E / 41.860362°N,2.230287°E | IPA-24407     | Can Font (Tona) · Vegeu més fotos d'aquest monument · Carregueu una nova foto d'aquest monument                                    |
| El Garet                                               | BCIL 2011    | Obra popular XVI                                                        | Tona                                                              | 41° 52′ 14″ N, 2° 13′ 57″ E / 41.870518°N,2.232400°E | IPA-24408     | Carregueu una nova foto d'aquest monument                                                                                          |
| El Gelech                                              | BCIL 2011    | Obra popular XVI                                                        | Tona                                                              | 41° 50′ 49″ N, 2° 13′ 51″ E / 41.847055°N,2.230772°E | IPA-24409     | El Gelech (Tona) · Vegeu més fotos d'aquest monument · Carregueu una nova foto d'aquest monument                                   |
| Cal Gravat, Mas Padua, Casa del Prat                   | BCIL 2011    | Obra popular XVII, XX                                                   | Tona                                                              | 41° 51′ 11″ N, 2° 13′ 20″ E / 41.852939°N,2.222240°E | IPA-24410     | Cal Gravat (Tona) · Vegeu més fotos d'aquest monument · Carregueu una nova foto d'aquest monument                                  |
| Casa Nova del Vendrell                                 |              | Obra popular XVII, XX                                                   | Tona                                                              | 41° 51′ 56″ N, 2° 12′ 57″ E / 41.865627°N,2.215768°E | IPA-24413     | Carregueu una nova foto d'aquest monument                                                                                          |
| El Pla                                                 |              | Obra popular X, XVI                                                     | Tona Pla de Tona                                                  | 41° 52′ 09″ N, 2° 13′ 18″ E / 41.86909°N,2.22166°E   | IPA-24415     | Carregueu una nova foto d'aquest monument                                                                                          |
| El Planell                                             | BCIL 2011    | Obra popular XVII                                                       | Tona Ctra. N-141, km 41,5                                         | 41° 51′ 07″ N, 2° 12′ 24″ E / 41.851960°N,2.206589°E | IPA-24417     | Carregueu una nova foto d'aquest monument                                                                                          |
| La Guixera del Planell                                 |              | Obra popular XIX Mitjan                                                 | Tona Ctra. N-141, km 41,5                                         | 41° 51′ 07″ N, 2° 12′ 21″ E / 41.85197°N,2.20592°E   | IPA-24418     | Carregueu una nova foto d'aquest monument                                                                                          |
| El Planelló                                            | BCIL 2011    | Barroc, obra popular XIII, XVII, XVIII                                  | Tona                                                              | 41° 51′ 17″ N, 2° 12′ 21″ E / 41.854856°N,2.205725°E | IPA-24420     | Carregueu una nova foto d'aquest monument                                                                                          |
| Can Postius                                            |              | Obra popular XI, XVI                                                    | Tona el Barri                                                     | 41° 51′ 09″ N, 2° 13′ 21″ E / 41.852633°N,2.222442°E | IPA-24422     | Can Postius (Tona) · Vegeu més fotos d'aquest monument · Carregueu una nova foto d'aquest monument                                 |
| El Prat de la Barroca                                  | BCIL 2011    | Barroc XII, XVII, XVIII                                                 | Tona                                                              | 41° 51′ 29″ N, 2° 12′ 24″ E / 41.858129°N,2.206529°E | IPA-24423     | Carregueu una nova foto d'aquest monument                                                                                          |
| Cabanya del Prat de la Barroca                         |              | Obra popular                                                            | Tona                                                              | 41° 51′ 29″ N, 2° 12′ 24″ E / 41.85800°N,2.20676°E   | IPA-24424     | Carregueu una nova foto d'aquest monument                                                                                          |
| Mas del Pratgibert                                     | BCIL 2011    | Obra popular XVIII                                                      | Tona                                                              | 41° 51′ 58″ N, 2° 14′ 32″ E / 41.865990°N,2.242308°E | IPA-24425     | Mas del Pratgibert (Tona) · Vegeu més fotos d'aquest monument · Carregueu una nova foto d'aquest monument                          |
| La Puda de Segalers                                    |              | Neoclassicisme XIX                                                      | Tona                                                              | 41° 52′ 01″ N, 2° 12′ 33″ E / 41.866936°N,2.209236°E | IPA-24427     | Carregueu una nova foto d'aquest monument                                                                                          |
| Cal Queu, Mas Vendrell                                 | BCIL 2011    | Obra popular XIV, XVIII                                                 | Tona                                                              | 41° 51′ 52″ N, 2° 14′ 12″ E / 41.864577°N,2.236683°E | IPA-24429     | Carregueu una nova foto d'aquest monument                                                                                          |
| Mas Riambau, Mas Sala                                  | BCIL 2011    | Barroc, neoclassicisme XVIII Mitjan, XIX Mitjan                         | Tona C. Lurdes, 26                                                | 41° 51′ 09″ N, 2° 13′ 20″ E / 41.852411°N,2.222105°E | IPA-24430     | Mas Riambau (Tona) · Vegeu més fotos d'aquest monument · Carregueu una nova foto d'aquest monument                                 |
| Can Santes                                             |              | Obra popular XVI, XVIII                                                 | Tona                                                              | 41° 51′ 27″ N, 2° 12′ 03″ E / 41.857444°N,2.200919°E | IPA-24434     | Carregueu una nova foto d'aquest monument                                                                                          |
| El Savell                                              | BCIL 2011    | Obra popular, gòtic tardà XVI-XVII                                      | Tona                                                              | 41° 51′ 46″ N, 2° 14′ 24″ E / 41.862780°N,2.240102°E | IPA-24435     | El Savell (Tona) · Vegeu més fotos d'aquest monument · Carregueu una nova foto d'aquest monument                                   |
| Segalers o Segalés                                     | BCIL 2011    | Obra popular XVI, XX                                                    | Tona                                                              | 41° 51′ 58″ N, 2° 12′ 22″ E / 41.866240°N,2.206202°E | IPA-24436     | Carregueu una nova foto d'aquest monument                                                                                          |
| Torre Simon, Torre Simona                              | BCIL 2011    | Noucentisme, modernisme XX                                              | Tona C. Doctor Bayés, 75                                          | 41° 51′ 30″ N, 2° 13′ 47″ E / 41.85835°N,2.22979°E   | IPA-24437     | Torre Simon (Tona) · Vegeu més fotos d'aquest monument · Carregueu una nova foto d'aquest monument                                 |
| Hostal d'en Vall                                       | BCIL 2011    | Obra popular XVII                                                       | Tona                                                              | 41° 52′ 26″ N, 2° 14′ 11″ E / 41.873887°N,2.236413°E | IPA-24438     | Carregueu una nova foto d'aquest monument                                                                                          |
| Vall-llobera                                           | BCIL 2011    | Barroc XIII, XVIII Final                                                | Tona                                                              | 41° 51′ 29″ N, 2° 11′ 46″ E / 41.858069°N,2.196213°E | IPA-24440     | Carregueu una nova foto d'aquest monument                                                                                          |
| El Vendrell                                            | BCIL 2011    | Neoclassicisme XVIII                                                    | Tona Ctra. de Manresa-Vic, km 44                                  | 41° 51′ 48″ N, 2° 12′ 45″ E / 41.863376°N,2.212560°E | IPA-24441     | Carregueu una nova foto d'aquest monument                                                                                          |
| El Molí Vendrell                                       |              | Obra popular XVI, XVIII                                                 | Tona Ctra. de Manresa-Vic, km 44                                  | 41° 51′ 33″ N, 2° 12′ 56″ E / 41.859058°N,2.215456°E | IPA-24443     | Carregueu una nova foto d'aquest monument                                                                                          |
| El Vernet                                              | BCIL 2011    | Obra popular XVI, XX                                                    | Tona                                                              | 41° 50′ 44″ N, 2° 12′ 31″ E / 41.845542°N,2.208725°E | IPA-24444     | Carregueu una nova foto d'aquest monument                                                                                          |
| Vilageriu o Vilageliu                                  | BCIL 2011    | Obra popular XVI                                                        | Tona A 1,5 km font Codina                                         | 41° 50′ 18″ N, 2° 12′ 37″ E / 41.838427°N,2.210162°E | IPA-24445     | Vilageriu (Tona) · Vegeu més fotos d'aquest monument · Carregueu una nova foto d'aquest monument                                   |
| Sant Miquel de Vilageriu                               | BCIL 2011    | Romànic XI-XII                                                          | Tona A 1,5 km manantial Codina                                    | 41° 50′ 21″ N, 2° 12′ 34″ E / 41.839171°N,2.209556°E | IPA-24446     | Sant Miquel de Vilageriu (Tona) · Vegeu més fotos d'aquest monument · Carregueu una nova foto d'aquest monument                    |
| Cabanya de Segalers                                    |              | Obra popular                                                            | Tona                                                              | 41° 51′ 58″ N, 2° 12′ 20″ E / 41.86621°N,2.20562°E   | IPA-24447     | Carregueu una nova foto d'aquest monument                                                                                          |
| Can Baulenes                                           |              | Obra popular XVI                                                        | Tona C. Nou, 23                                                   | 41° 50′ 45″ N, 2° 13′ 40″ E / 41.84591°N,2.22785°E   | IPA-24448     | Can Baulenes (Tona) · Vegeu més fotos d'aquest monument · Carregueu una nova foto d'aquest monument                                |
| Capella de Santa Maria de Mont-rodon                   | BCIL 2011    | Romànic XII                                                             | Tona Mont-rodon                                                   | 41° 51′ 52″ N, 2° 15′ 58″ E / 41.864345°N,2.266022°E | IPA-33017     | Carregueu una nova foto d'aquest monument                                                                                          |
| Aqüeducte de Vilageliu                                 | BCIL 2011    | Obra popular Medieval                                                   | Tona Entre Vilageliu i Can Barbat per sobre del torrent de Güells | 41° 50′ 16″ N, 2° 12′ 27″ E / 41.83788°N,2.20743°E   | IPA-33018     | Carregueu una nova foto d'aquest monument                                                                                          |
| La Fontordera i jardins                                | BCIL 2011    | Obra popular                                                            | Tona Final del carrer Nou                                         | 41° 50′ 37″ N, 2° 13′ 30″ E / 41.843513°N,2.225064°E | IPA-33021     | La Fontordera i jardins (Tona) · Vegeu més fotos d'aquest monument · Carregueu una nova foto d'aquest monument                     |
| La Riera                                               | BCIL 2011    | Obra popular Medieval                                                   | Tona Torrent de la Ferreria                                       | 41° 51′ 40″ N, 2° 14′ 03″ E / 41.861042°N,2.234206°E | IPA-33023     | La Riera (Tona) · Vegeu més fotos d'aquest monument · Carregueu una nova foto d'aquest monument                                    |
| Cal Metge                                              | BCIL 2011    | Obra popular                                                            | Tona C. Major, 21                                                 | 41° 51′ 04″ N, 2° 13′ 42″ E / 41.851099°N,2.228297°E | IPA-33024     | Cal Metge (Tona) · Vegeu més fotos d'aquest monument · Carregueu una nova foto d'aquest monument                                   |
| Ca la Parrilla                                         | BCIL 2011    | Obra popular XVIII                                                      | Tona C. Major, 32                                                 | 41° 51′ 06″ N, 2° 13′ 42″ E / 41.85158°N,2.22829°E   | IPA-33025     | Ca la Parrilla (Tona) · Vegeu més fotos d'aquest monument · Carregueu una nova foto d'aquest monument                              |
| Torre Maria                                            | BCIL 2011    | Noucentisme XX                                                          | Tona Ctra. Manresa, 38                                            | 41° 50′ 56″ N, 2° 13′ 06″ E / 41.848753°N,2.218293°E | IPA-33029     | Torre Maria (Tona) · Vegeu més fotos d'aquest monument · Carregueu una nova foto d'aquest monument                                 |
| Xalet Arbellay                                         | BCIL 2011    | Noucentisme XX                                                          | Tona Pg. de la Suïssa, 1 - cra. de Manresa, 36                    | 41° 50′ 56″ N, 2° 13′ 08″ E / 41.848981°N,2.218819°E | IPA-33030     | Xalet Arbellay (Tona) · Vegeu més fotos d'aquest monument · Carregueu una nova foto d'aquest monument                              |
| Xalet al carrer Sant Joaquim, 2-6                      | BCIL 2011    | Obra popular XX                                                         | Tona C. Sant Joaquim, 2-6                                         | 41° 51′ 24″ N, 2° 13′ 45″ E / 41.856574°N,2.229305°E | IPA-33031     | Xalet al carrer Sant Joaquim, 2-6 (Tona) · Vegeu més fotos d'aquest monument · Carregueu una nova foto d'aquest monument           |
| Hotel Prudenci                                         | BCIL 2011    | Racionalisme XX                                                         | Tona Cra. de Manresa, 55 - c. Lleida - av. Montseny               | 41° 50′ 55″ N, 2° 13′ 12″ E / 41.848668°N,2.219914°E | IPA-33032     | Hotel Prudenci (Tona) · Vegeu més fotos d'aquest monument · Carregueu una nova foto d'aquest monument                              |
| Balneari Codina, Manantial Codina                      | BCIL 2011    | Noucentisme XX                                                          | Tona C. Manresa, 59                                               | 41° 50′ 54″ N, 2° 13′ 06″ E / 41.848472°N,2.218386°E | IPA-37534     | Balneari Codina (Tona) · Vegeu més fotos d'aquest monument · Carregueu una nova foto d'aquest monument                             |
| Mas Güells                                             | BCIL 2011    | XVIII                                                                   | Tona Ctra. N-141 km 40,2                                          | 41° 50′ 33″ N, 2° 11′ 57″ E / 41.842509°N,2.199130°E | IPA-37564     | Carregueu una nova foto d'aquest monument                                                                                          |
| Masia Vilamajor                                        |              | XV, XVIII                                                               | Tona                                                              | 41° 51′ 38″ N, 2° 12′ 11″ E / 41.860651°N,2.203027°E | IPA-37566     | Carregueu una nova foto d'aquest monument                                                                                          |
| Forn de calç del Torrent de Sant Cugat                 |              | Obra popular                                                            | Tona                                                              |                                                      | IPA-40880     | Carregueu una nova foto d'aquest monument                                                                                          |
| Torre Roqueta, Torre de la Ferreria                    | BCIL 2011    | Modernisme XX                                                           | Tona C. Dr. Bayés, 79                                             | 41° 51′ 32″ N, 2° 13′ 50″ E / 41.85889°N,2.230549°E  | IPA-46212     | Torre Roqueta (Tona) · Vegeu més fotos d'aquest monument · Carregueu una nova foto d'aquest monument                               |
| Cal Milà                                               | BCIL 2011    | Modernisme, noucentisme XX                                              | Tona C. Major, 11                                                 | 41° 51′ 03″ N, 2° 13′ 42″ E / 41.850869°N,2.228356°E | IPA-46219     | Cal Milà (Tona) · Vegeu més fotos d'aquest monument · Carregueu una nova foto d'aquest monument                                    |
| Can Meliton, Ca la Sara                                | BCIL 2011    | Modernisme, noucentisme                                                 | Tona C. Major, 51                                                 | 41° 51′ 08″ N, 2° 13′ 43″ E / 41.852108°N,2.228531°E | IPA-46220     | Can Meliton (Tona) · Vegeu més fotos d'aquest monument · Carregueu una nova foto d'aquest monument                                 |
| Torre de la Font del Ferro                             | BCIL 2011    | Noucentisme XX                                                          | Tona Ctra. Manresa, 40                                            | 41° 50′ 55″ N, 2° 13′ 05″ E / 41.848693°N,2.217988°E | IPA-46221     | Torre de la Font del Ferro (Tona) · Vegeu més fotos d'aquest monument · Carregueu una nova foto d'aquest monument                  |
| Antic Hotel Ristol                                     | BCIL 2011    | Obra popular XIX                                                        | Tona C. Doctor Bayés, 2                                           | 41° 51′ 13″ N, 2° 13′ 44″ E / 41.853634°N,2.228887°E | IPA-46222     | Antic Hotel Ristol (Tona) · Vegeu més fotos d'aquest monument · Carregueu una nova foto d'aquest monument                          |
| Can Xic de la Font                                     | BCIL 2011    | Obra popular                                                            | Tona Prop de la Riera                                             | 41° 51′ 40″ N, 2° 13′ 45″ E / 41.861099°N,2.229302°E | IPA-46223     | Can Xic de la Font (Tona) · Vegeu més fotos d'aquest monument · Carregueu una nova foto d'aquest monument                          |
| Can Cavaller                                           | BCIL 2011    | Obra popular XIX                                                        | Tona Prop del camí Ral i de la riera de Tona                      | 41° 51′ 44″ N, 2° 13′ 38″ E / 41.862278°N,2.227169°E | IPA-46224     | Can Cavaller (Tona) · Vegeu més fotos d'aquest monument · Carregueu una nova foto d'aquest monument                                |
| Casa Nova del Planell                                  | BCIL 2011    | Obra popular XVIII                                                      | Tona                                                              | 41° 50′ 53″ N, 2° 12′ 23″ E / 41.84794°N,2.20632°E   | IPA-46225     | Carregueu una nova foto d'aquest monument                                                                                          |
| El Surell                                              | BCIL 2011    | Obra popular XIV                                                        | Tona Plans de Can Pinet                                           | 41° 50′ 21″ N, 2° 12′ 57″ E / 41.83921°N,2.21595°E   | IPA-46226     | Carregueu una nova foto d'aquest monument                                                                                          |
| Pou del Balneari Roqueta                               | BCIL 2011    | Obra popular                                                            | Tona Parc Roqueta                                                 | 41° 51′ 37″ N, 2° 13′ 43″ E / 41.860302°N,2.228733°E | IPA-46227     | Pou del Balneari Roqueta (Tona) · Vegeu més fotos d'aquest monument · Carregueu una nova foto d'aquest monument                    |